# Maisdon-sur-Sèvre
Maisdon-sur-Sèvre település Franciaországban, Loire-Atlantique megyében. Lakosainak száma 3071 fő (2022. január 1.). Maisdon-sur-Sèvre Aigrefeuille-sur-Maine, Château-Thébaud, La Haie-Fouassière, Monnières, Le Pallet, Saint-Fiacre-sur-Maine és Saint-Lumine-de-Clisson községekkel határos.

## Népesség
A település népességének változása:
| Lakosok száma | 1284 | 1637 | 1985 | 2426 | 2829 | 2873 | 2942 | 3007 | 3023 | 3071 |
|               | 1968 | 1982 | 1990 | 2006 | 2013 | 2015 | 2017 | 2019 | 2020 | 2022 |